# Blackall Airport
Blackall Airport är en flygplats i Australien. Den ligger i kommunen Blackall Tambo och delstaten Queensland, omkring 830 kilometer nordväst om delstatshuvudstaden Brisbane.
Trakten runt Blackall Airport är nära nog obefolkad, med mindre än två invånare per kvadratkilometer.. Närmaste större samhälle är Blackall, nära Blackall Airport.
Omgivningarna runt Blackall Airport är i huvudsak ett öppet busklandskap. Genomsnittlig årsnederbörd är 531 millimeter. Den regnigaste månaden är januari, med i genomsnitt 124 mm nederbörd, och den torraste är april, med 9 mm nederbörd.